# Turcovce
Turcovce (ungarisch Turcóc) ist eine Gemeinde im Osten der Slowakei mit 305 Einwohnern (Stand: 31. Dezember 2024), die zum Okres Humenné, einem Kreis des Prešovský kraj, gehört. Sie ist Teil der traditionellen Landschaft Zemplín.

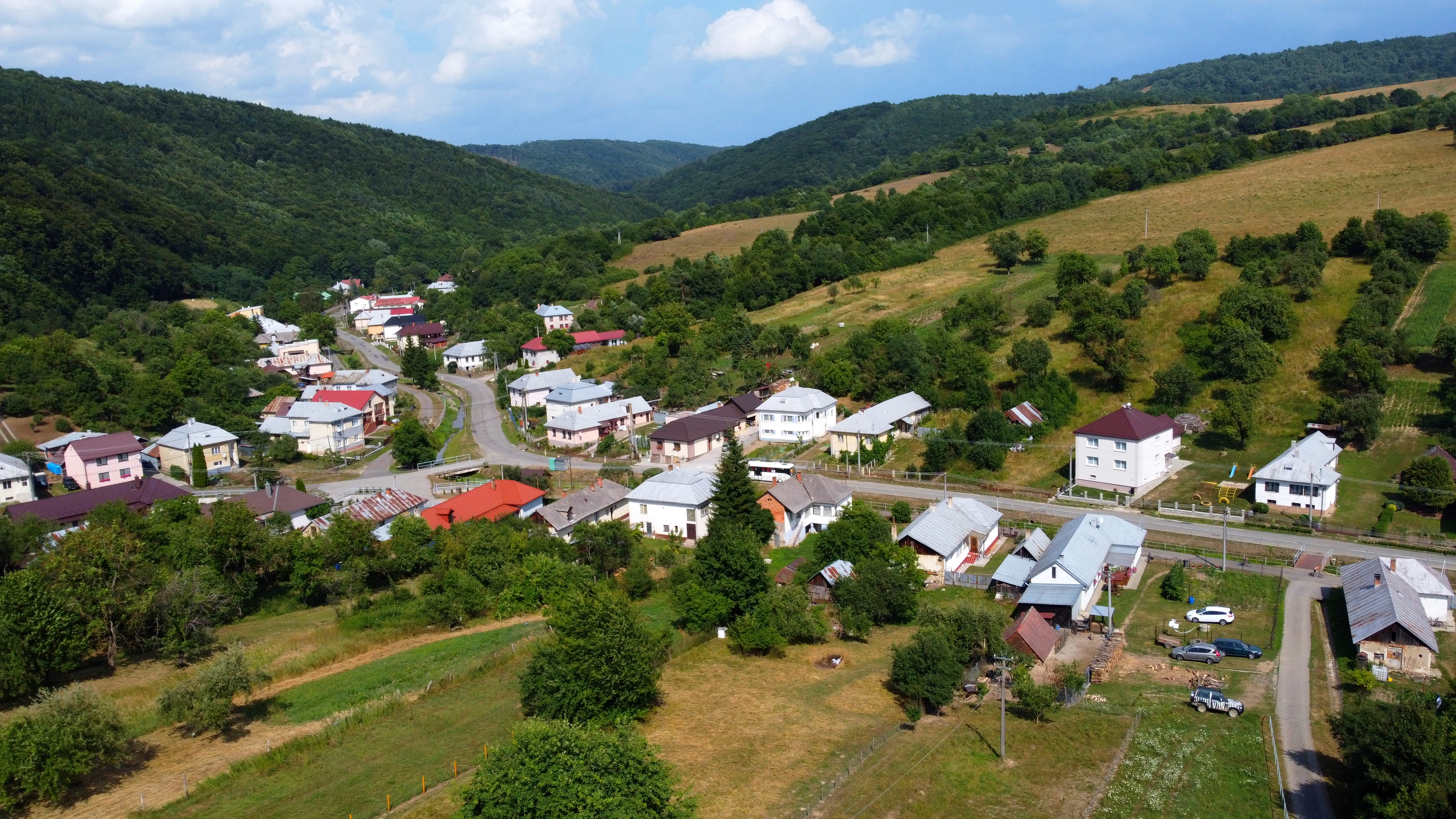
Blick zum Ort

## Geographie
Die Gemeinde befindet sich in den Niederen Beskiden im Bergland Laborecká vrchovina, am Oberlauf des kleinen Flusses Ondavka im Einzugsgebiet der Ondava. Das Ortszentrum liegt auf einer Höhe von 233 m n.m. und ist 17 Kilometer von Humenné entfernt.
Nachbargemeinden sind Hrubov im Norden, Vyšné Ladičkovce im Osten, Baškovce im Süden und Černina im Westen.

## Geschichte
Turcovce wurde zum ersten Mal 1557 als Turcoc schriftlich erwähnt. Das Dorf war Teil des Herrschaftsgebiets von Humenné, im 18. Jahrhundert war es Besitz der Familie Klobusiczky, im 19. Jahrhundert besaß das Geschlecht Mariássy die Ortsgüter. 1557 wurde eine Porta verzeichnet, 1715 gab es eine Mühle, drei verlassene und 15 bewohnte Haushalte. 1787 hatte die Ortschaft 41 Häuser und 319 Einwohner, 1828 zählte man 48 Häuser und 361 Einwohner, die als Landwirte und Waldarbeiter tätig waren.
Bis 1918 gehörte der im Komitat Semplin liegende Ort zum Königreich Ungarn und kam danach zur Tschechoslowakei beziehungsweise heute Slowakei. Auch in der Zeit der ersten tschechoslowakischen Republik verblieben die Einwohner bei traditionellen Einnahmequellen. Während des Zweiten Weltkriegs setzten im Jahr 1944 NS-deutsche Truppen den Ort wegen Zusammenarbeit mit den Partisanen in Brand. Nach dem Zweiten Weltkrieg pendelte ein Teil der Einwohner zur Arbeit nach Humenné und Košice, die örtliche Einheitliche landwirtschaftliche Genossenschaft (Abk. JRD) wurde 1959 gegründet.

## Bevölkerung
| Jahr                | 1994 | 2004    | 2014     | 2024 |
| ------------------- | ---- | ------- | -------- | ---- |
| Anzahl der Personen | 365  | 350     | 305      | 305  |
| Unterschied         |      | −4,10 % | −12,85 % | +0 % |

| Jahr                | 2023 | 2024    |
| ------------------- | ---- | ------- |
| Anzahl der Personen | 303  | 305     |
| Unterschied         |      | +0,66 % |

Nach der Volkszählung 2011 wohnten in Turcovce 317 Einwohner, davon 315 Slowaken und ein Russine. Ein Einwohner machte keine Angabe zur Ethnie.
304 Einwohner bekannten sich zur römisch-katholischen Kirche und 11 Einwohner zur griechisch-katholischen Kirche. Bei zwei Einwohnern wurde die Konfession nicht ermittelt.

## Bauwerke und Denkmäler
- römisch-katholische Kirche Mariä Namen im klassizistischen Stil aus dem Jahr 1770[6]

## Verkehr
Durch Turcovce führt die Cesta III. triedy 3828 („Straße 3. Ordnung“) von Ohradzany und Baškovce heraus und weiter nach Hrubov.